# People's Vote
People's Vote è un gruppo di interesse britannico che chiede un referendum pubblico sull'accordo finale sulla Brexit tra il Regno Unito e l'Unione europea. Il gruppo ha debuttato nell'aprile 2018 in un evento in cui quattro membri del Parlamento hanno tenuto un discorso, insieme all'attore Patrick Stewart e molti altri.
Nell'ottobre 2019 si è verificata una lotta di potere all'interno del gruppo. Dopo che il Partito Conservatore ha ottenuto la maggioranza assoluta alle elezioni generali del 2019, il gruppo ha annunciato che avrebbe cambiato marchio nel 2020 per spingere per un accordo equo dopo l'uscita del Regno Unito dall'UE nel gennaio 2020.

## Storia
Nel luglio 2017 è stato formato un gruppo parlamentare composto da tutti i partiti (APPG) sulle relazioni dell'UE. I Co-presidenti sono Chuka Umunna MP (Partito Laburista) e Anna Soubry MP (Partito Conservatore); i restanti membri del gruppo sono Caroline Lucas MP (Verdi), Jo Swinson MP (Liberal-Democratici), Jonathan Edwards (Plaid Cymru), Stephen Gethins MP (Partito Nazionale Scozzese), Ros Altmann (Partito Conservatore), Andrew Adonis (Partito Laburista), John Kerr (Crossbench), Sharon Bowles (Liberal-Democratici) e Dafydd Wigley (Plaid Cymru).
Il 1º febbraio 2018 The Guardian ha riferito che si è formato un gruppo di coordinamento di base (GCG) che rappresenta più di 500.000 membri contrari a una Brexit dura, con Umunna come leader. Più tardi nello stesso mese è stato riferito che la Open Society Foundations di George Soros ha donato 182.000 sterline a European Movement UK e 35.000 sterline a Scientists for EU, due dei gruppi di base.
Nel marzo 2018, l'HuffPost ha riferito che diversi gruppi pro-UE si sono trasferiti insieme in un ufficio nella Millbank Tower di Londra, al fine di coordinare la loro campagna per mantenere forti legami tra la Gran Bretagna e l'Unione Europea. Ciò sarebbe avvenuto anche per lavorare a fianco dell'APPG sulle relazioni con l'UE. Umunna ha commentato: “Nella nostra democrazia, è fondamentale che i cittadini si esprimano sulla Brexit, piuttosto che i loro rappresentanti eletti in Parlamento siano ridotti a un timbro di gomma per qualsiasi piano Boris Johnson, Jacob Rees-Mogg e Michael Gove abbiano messo a punto a porte chiuse”.